# RadiOlympia
RadiOlympia is een radioprogramma van de Nederlandse publieke zender NPO Radio 1. Via het programma wordt live verslag gedaan van de Olympische Zomer- en Winterspelen. RadiOlympia werd in 1984 voor het eerst uitgezonden. In 2025 werd het programma bekroond met de Ere Zilveren Reissmicrofoon.

## 2018
In 2018 maakte het programma 90 uitzenduren. Voor het eerst was dat onder een sublicentie, aangezien Discovery Networks Benelux (Eurosport) de hoofduitzender is van de Olympische Winterspelen 2018.
In de studio deden Jeroen Stomphorst en Patrick Lodiers interviews, reportages en de voor- en nabeschouwingen. Het live verslag kwam van Gio Lippens en Mischa Blok.

## 2021
Dagelijks werd van 2.00 tot 16.00 uur op NPO Radio 1 verslag gedaan van Olympisch nieuws en ook van het belangrijkste nieuws uit binnen- en buitenland. 
Van 02:00-06:00 uur presenteerden Suse van Kleef en Wouter Bouwman. Van 06:00-11:00 uur presenteerden Jurgen van den Berg en Robbert Meeder en van 11:00-16:00 uur presenteerden Tom van 't Hek samen met – in eerste week – Toine van Peperstraten en in de tweede week met Ghislaine Plag.
Vanuit Tokio deed Erben Wennemars verslag. In 'Japan van jou, Japan van Mai' vertelde Mai Verbij – zij heeft Japanse wortels – hoe Nederland en Japan met elkaar verbonden zijn.

## 2024
Tijdens de Olympische Zomerspelen 2024 werd er dagelijks vanuit Parijs uitgezonden van 9.30 tot 23.00 uur op NPO Radio 1. De presentatie is in handen van Ghislaine Plag en Jurgen van den Berg (9.30-14.00 uur), Robbert Meeder en Fleur Wallenburg (14.00-18.30 uur) en Joram Kaat en Eline de Zeeuw of Jeroen Stomphorst (18.30-23.00 uur). Ook dit keer was Erben Wennemars aanwezig als extra radioverslaggever. Presentatoren Jo van Egmond, Thomas van Groningen, Hans van der Steeg en Merel Wielaert trokken door Nederland om zelf olympische sporten uit te proberen. 